# Čestice (okres Rychnov nad Kněžnou)
Čestice (německy Tschestitz) jsou obec v okrese Rychnov nad Kněžnou v Královéhradeckém kraji. Žije zde 596 obyvatel.

## Historie
Před mnoha staletími byla v Česticích pustá krajina, porostlá pravěkými rostlinami. Přírodu narušovaly jen tlupy pravěkých lidí, kteří se snažili obstarat si potravu, té tu bylo dost, proto tu některé tlupy zůstávaly a začaly si stavět provizorní ubytování. Nejvhodnější polohou pro ubytování byl břeh Divoké Orlice. Zde vznikly první stavby a postupně se rozšiřovaly ke kopci Chlum. Podle vlastivědného sborníku Antonína Svobody se již první obyvatelé nazývali Čestici. Název byl několikrát upraven, ale i přesto je úřední název Čestice. Dr. Antonín Profous ve svém díle Místní jména v Čechách uvádí, že jméno obce se objevilo již v roce 1398. Název obce byl pojmenován podle jedné osoby jménem Česta, který byl tak nazván pro jeho čestné jednání.
Čestice prošly mnoha útrapami. V 1. polovině 15. století byly drancovány husity a v období třicetileté války císařskými Chorvaty a švédskými vojsky. Čestice patřily pod častolovické panství, které koupil roku 1695 Vratislav ze Šternberka. K osamostatnění obce došlo v roce 1849. V letech 1873 až 1874 byla vybudována železniční trať Severozápadní dráhy z Prahy přes Hradec Králové do Žamberka. Tato trať vede i přes Čestice.

## Přírodní poměry
Nejnižší nadmořská výška je v okolí Divoké Orlice, kde činí 254 metrů. Postupně k severní části až k úpatí vrchu Chlum, který dosahuje výšky 343 metrů, se zvyšuje, a tak v těchto místech dosahuje asi 270 metrů. Severovýchodním směrem mezi Olešnicí a Častolovicemi sousedí druhý kopec zvaný Strýc, s výškou 313 metrů. Celý terén obce od severní části po jižní hranici je v mírném sklonu. Východním a západním směrem tvoří katastr obce rozsáhlá pole a louky, připomínající, že vesnice byla v minulosti převážně zemědělská. Byla tu však spíše menší hospodářství.

## Obyvatelstvo
| Rok            | 1869 | 1880 | 1890 | 1900 | 1910 | 1921 | 1930 | 1950 | 1961 | 1970 | 1980 | 1991 | 2001 | 2011 | 2021 |
| -------------- | ---- | ---- | ---- | ---- | ---- | ---- | ---- | ---- | ---- | ---- | ---- | ---- | ---- | ---- | ---- |
| Počet obyvatel | 536  | 533  | 528  | 531  | 516  | 473  | 447  | 373  | 425  | 415  | 470  | 460  | 492  | 545  | 558  |
| Počet domů     | 83   | 89   | 90   | 92   | 91   | 90   | 93   | 100  | 102  | 102  | 114  | 144  | 153  | 162  | 168  |

## Obecní správa

### Části obce
- Častolovické Horky
- Čestice

### Obecní symboly
Znak a vlajka byly obci uděleny rozhodnutím předsedy Poslanecké sněmovny Parlamentu České republiky dne 5. dubna 2017.

## Další významné stavby
- 1959–1960 vybudována nová železniční zastávka
- 1961–1964 provedena regulace Zlatého potoka a jeho okolí
- 1964 dokončena stavba dnešní Mateřské školy a Obecního úřadu
- 1969–1974 vybudován Dům služeb spolu s hasičskou zbrojnicí
- 1975 vybudován podchod pod silnicí I/11
- 1985 dokončena stavba moderní prodejny
- 1996 prodejna zrušena a přestavěna na balírnu sýrů
- 1997 vybudována plynofikace
- 2002 vybudována nová tělocvična u pohostinství
- 2003 vybudován vodovod
- 2004 vybudováno víceúčelové hřiště s umělým povrchem

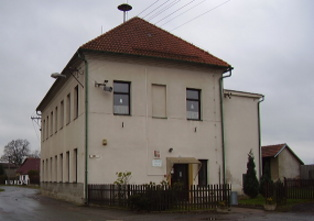
ZŠ Čestice

## Historie základní školy
Dříve v Česticích děti vyučoval krejčí. Poté začaly děti navštěvovat školu v Častolovicích. První škola v Česticích byla postavena roku 1837. Stavba byla z měkkého materiálu, měla 1 učebnu, síň, světnici pro učitele a chlév. Stavba však přestala brzo vyhovovat a tak v roce 1850 došlo k přestavbě. Opět na jednotřídní, ale zděnou. V roce 1884 byla škola přestavěna podruhé. Tehdy však již se dvěma učebnami, dále kuchyň, 2 pokoje, kabinet a pokoj pro mladého učitele. V roce 1971 bylo přebudováno sociální zařízení a provedena rekonstrukce bytu. K další přestavbě došlo až v roce 1991. Byly vyměněny stropy, nová elektroinstalace, nová okna, vnitřní omítky a nakonec i nová omítka venkovní. Dnes je ZŠ Čestice dvojtřídní, byla zavedena školní družina a vyučuje se zde počítačový kroužek. Počet žáků se pohybuje kolem třiceti.

## Historie mateřské školy
Mateřská škola byla dostavěna a otevřena 1. září 1964 s tehdejším názvem Zemědělský útulek. Název Mateřská škola byl změněn od 1. září 1966. Toto zařízení mělo vyřešit problém zaměstnaných žen, zejména v zemědělství. Prvních 18 žáků pod vedením Marie Novotné zasedlo do nového zařízení. Součástí byla i školní jídelna. V roce 1977 byla mateřská škola přistavěna rozšířena a od té doby bylo možné umístit až 30 dětí. Po této přístavbě bylo zakoupeno další vybavení a dodnes je doplňováno nejmodernějším zařízením na vysoké úrovni. Mateřská škola se nachází ve stejné budově jako obecní úřad, školní jídelna a soukromý byt. U mateřské školy je sportovní areál a školní zahrada.

## Sbor dobrovolných hasičů
16. května 1876 byl Sbor dobrovolných hasičů založen. Do sboru se přihlásilo 20 členů a prvním velitelem byl zvolen Josef Bartoš. První zásah provedli hasiči při požáru stavení v Lípě již v roce 1876. První velký požár v Česticích vznikl v roce 1885. Shořela dvě sousední stavení. Oheň zničil vše, shořelo i několik kusů hospodářského zvířectva. Další velký požár v Česticích vznikl na pile. 1. září 1943 byla celá pila zničena, zachránilo se jen obytné stavení. První stříkačku měl sbor čtyřkolovou, kterou k požáru dopravovali koňským spřežením místních hospodářů. V roce 1936 zakoupila obec první motorovou stříkačku od firmy Smekal, Slatiňany. Vedle represivní činnosti byl Sbor dobrovolných hasičů také velkým organizátorem společenského a kulturního života v obci. Řada hasičských slavností v Česticích i účast na těchto slavnostech v okolních obcích, účast na církevních slavnostech, podpory při úmrtí člena, to vše patřilo k práci této organizace. První hasičský ples byl uspořádán 23. ledna 1879. V současné době má sbor asi 50 členů. K tomu patří i kolektiv mladých hasičů, kteří se účastní hasičských soutěží.

## Ochotnické divadlo
V roce 1884 byl v Česticích založen divadelní spolek. Založil jej místní občan Josef Matějka a ihned s několika dalšími, kteří měli o divadlo zájem, nacvičil první hru Enšpigel. Hra měla úspěch, proto se nacvičila další s názvem Staří blázni. V roce 1908 se provedlo právní založení spolku s názvem Čtenářsko-ochotnický spolek Tyl. Jeho stanovy obsahovaly 17 paragrafů. Po vyhlášení mobilizace v roce 1914 odešla značná část mladých herců do války a divadlo se nehrálo. První poválečnou akcí byl 31. prosince 1918 Silvestrovský večer. Od roku 1919 byla divadelní činnost obnovena a každým rokem byly nacvičeny a sehrány alespoň 3 hry. V roce 1942 byla na čestickém jevišti sehrána první hra se zpěvy s názvem Vesničko má. Po několika dalších úspěšných hrách se zpěvy byla v roce 1959 nacvičena opereta Perly panny Serafinky. Do roku 1962, kdy byla ukončena činnost dospělých členů spolku, bylo sehráno 130 her. Poté nastalo období dětských představení. Poslední vystoupení se konalo v roce 1979, kdy spolek ukončil veškerou činnost.

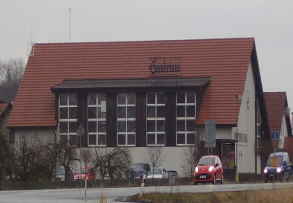
Sportovní hala

## Sport
Počátky sportu se v Česticích datují od roku 1930. V roce 1954 byla založena tělovýchovná organizace TJ Sokol Čestice. V Česticích jsou oddíly ledního hokeje, volejbalu a jezdecký.

### Sportovní areál
V roce 1964 se budovaly kabiny a sportoviště. 18. června 1967 se konalo první slavnostní otevření sportovního areálu. Po krátké době původní stavba nevyhovovala, proto v roce 1975 byla provedena přístavba. Slavnostní otevření po přístavbě se konalo 18. září 1975 při příležitosti X. ročníku celostátního finále volejbalu vesnických družstev. Sportovní areál se v zimě využívá k turnajům v ledním hokeji.

### Tělocvična
V roce 2001 bylo zahájena výstavba tělocvičny, která je přístavbou čestického pohostinství. Náklady na tělocvičnu činily 18 milionů, které byly hrazeny ze státního rozpočtu. V tělocvičně se nachází posilovna, šatna, balkon a sociální zařízení. Tělocvična se využívá k různým sportům od volejbalu přes nohejbal až stolní tenis.

### Volejbalový oddíl
První volejbalové družstvo bylo založeno v roce 1951 a mělo 6 hráčů. První volejbalové hřiště bylo vybudováno za truhlářskou dílnou Václava Macháčka. Další hřiště bylo vybudováno v roce 1954 "Pod Chlumem". V roce 1964 se celá sportovní činnost soustředila do dnešního areálu. Po založení volejbalového oddílu je zaznamenána účast na různých turnajích a i první přihláška do okresní soutěže. Od té doby je volejbalový oddíl pravidelným organizátorem různých turnajů, ale i významných celostátních volejbalových akcí.

### Jezdecký klub
Jezdecký oddíl byl založen v roce 1967 Josefem Kolářem. Byl absolventem Zemědělského odborného učiliště a chovu koní věnoval hodně času. Nejdřív se jezdci začali učit na tažných koních, poté začali být kupováni plnokrevníci. Prvním plnokrevníkem byla Matra. Čestická stáj dosáhla mnoha úspěchů a účastnila se i Velké pardubické.

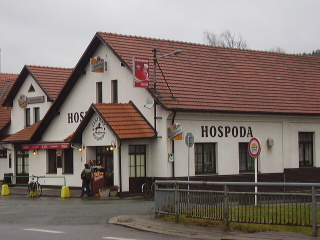
Čestická hospoda

V dnešní době již oddíl nefunguje.

## Podnikání v obci
- Kalousova pila - výroba dřevité vlny
- Čestická hospoda
- Smíšená prodejna– široký sortiment zboží. Od července 2021 je obchod veden vietnamskými nájemníky.
- Charvát- prodejna asfaltových pásů.

## Pamětihodnosti
- V roce 1836 byla postavena socha svatého Jana Nepomuckého.
- 2. září 1883 byla vysvěcena kaple svatého Anděla Strážce. Jde o pseudogotickou stavbu.

## Galerie

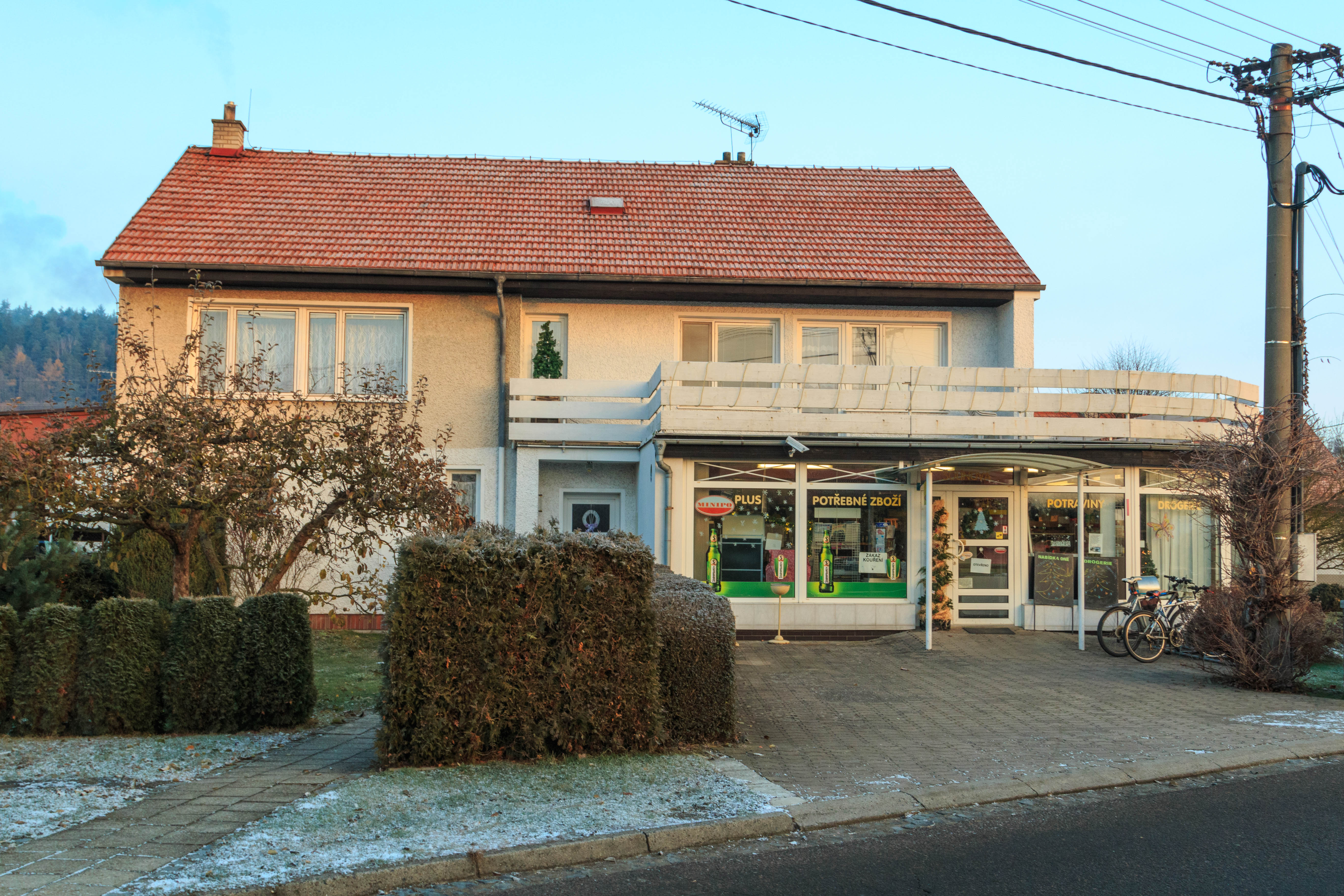
Čestice - prodejna
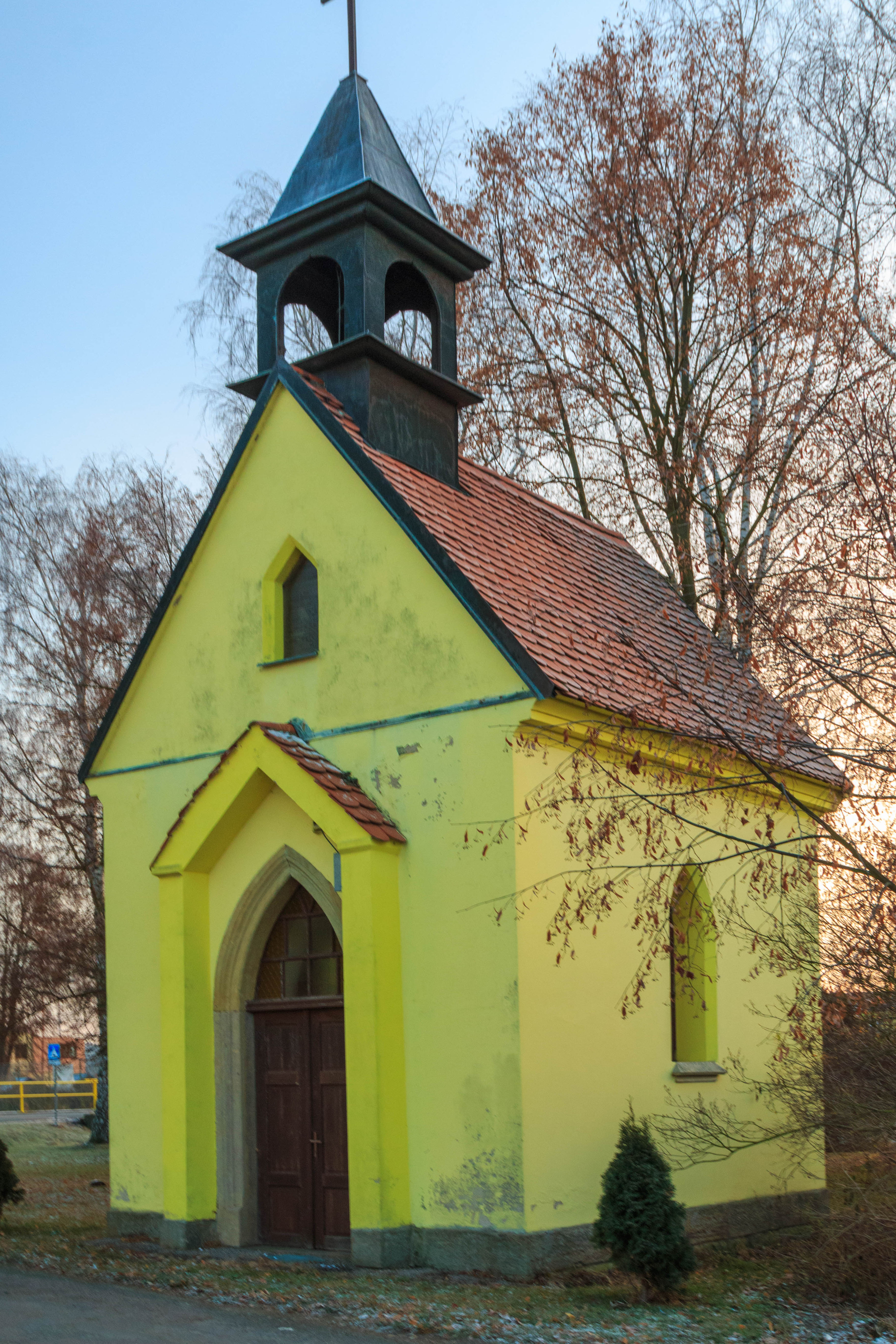
Čestice - kaple
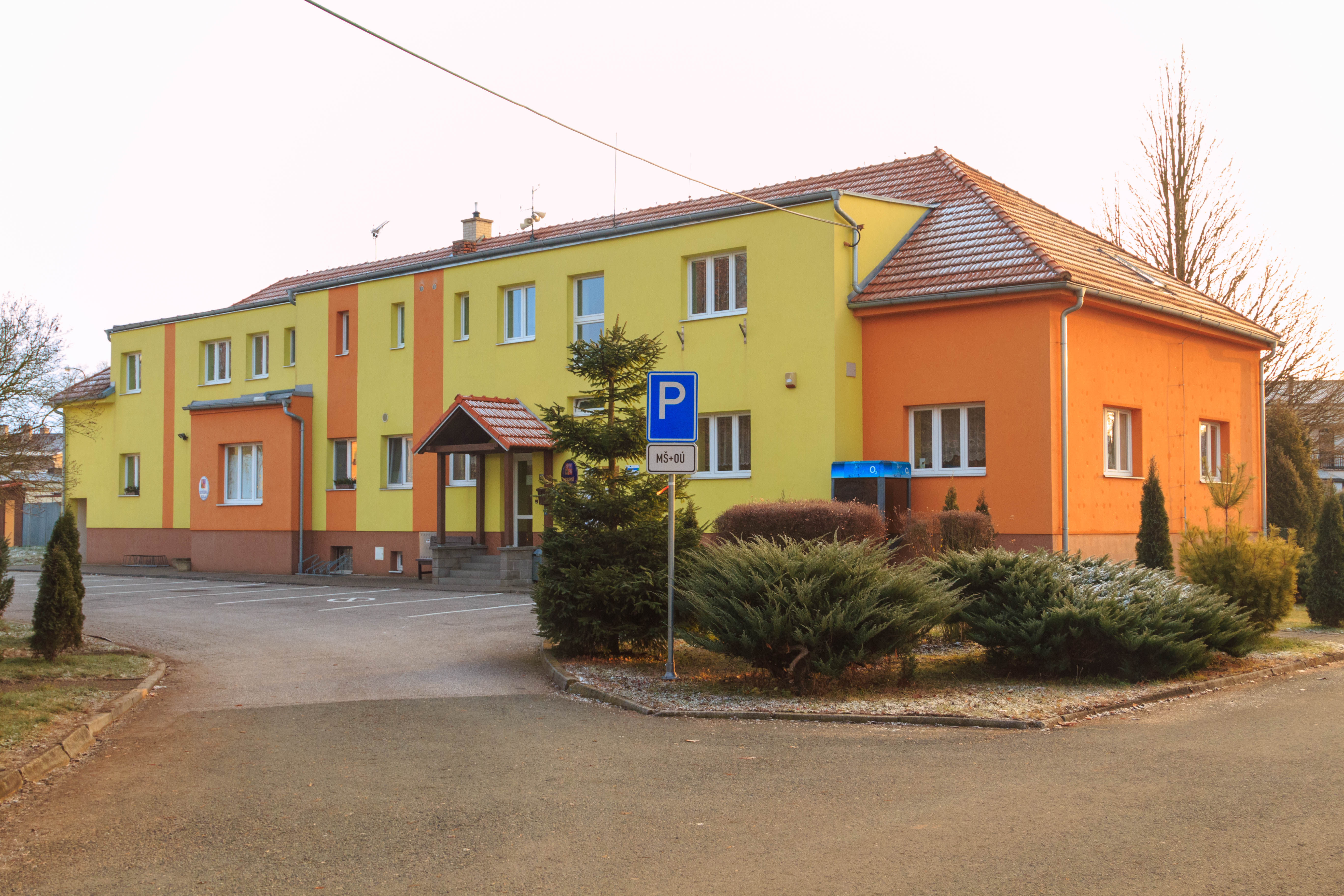
Čestice - obecní úřad
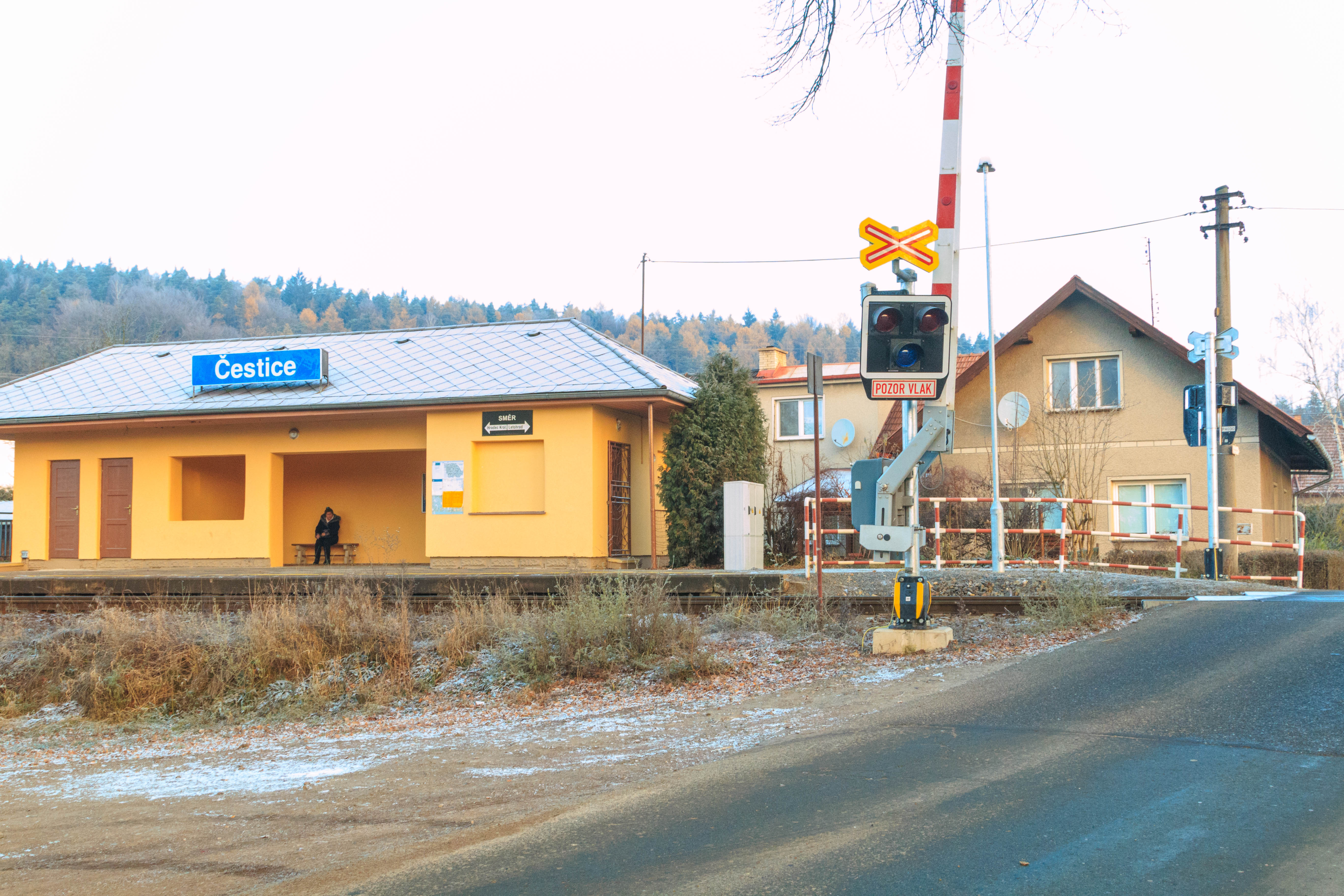
Čestice - vlaková zastávka